# Marie Schlieps
Marie Schlieps, bisweilen auch Maria Schlieps geschrieben (* 26. Juni 1881 in Lyswa; † 18. März 1919 bei Mitau), war eine kurländische Lehrerin und Diakonisse. Sie gilt als evangelische Märtyrerin.
Die Datumsangaben in diesem Artikel richten sich, wenn nicht anders angegeben, für den Zeitraum bis 1918 nach dem julianischen Kalender.

## Eltern
Die Familie gehörte der deutschbaltischen Minderheit an. Marie Schlieps’ Vater war Wilhelm Ludwig Schlieps. Er wurde am 1. Februar 1836 als Sohn von Johann Ulrich Schlieps in Peterhof in Kurland geboren. Von 1855 bis 1860 studierte er Mathematik in Dorpat. Danach war er Oberlehrer in Birkenruh und Mitau. Von 1869 bis 1871 arbeitete er im Zentralbüro der Groß-Russischen Eisenbahn-Gesellschaft in Sankt Petersburg. Von 1872 bis 1885 war er Kontrolleur der Fabriken des Grafen Schuwalow, danach Landwirt im Gouvernement Perm. Später in diesem Jahr lebte er im Gouvernement Saratow. Ab 1885 arbeitete er wieder bis zu seinem Todesjahr als Oberlehrer in Mitau. Dort starb er am 29. April 1888.
Marie Schlieps’ Mutter wurde als Tochter von David Schabert geboren und hieß Anna Juliane. Sie wurde am 20. März 1840 in Mitau geboren und starb dort am 12. März 1909.

## Leben

Marie Schlieps als junge Frau

Marie Schlieps besuchte die Pauckersche Schule in Mitau (heute Jelgava). Ihre Ausbildung zur Lehrerin schloss sie mit dem Examen ab, danach arbeitete sie zwei Jahre als Hauslehrerin in der Nähe Mitaus. Anschließend übte Marie Schlieps ihren Beruf an der Carlhoffschen Schule in Mitau aus. 1912 wurde sie gebeten, in das dortige Diakonissenhaus einzutreten, bereits mit der Absicht, sie später als Leiterin des Hauses einzusetzen. Um die Leitung des Mitauer Hauses übernehmen zu können, ging sie in den Jahren 1912 und 1913 für neun Monate nach Deutschland. Dort besuchte sie zunächst die von Wilhelm Löhe gegründete Diakonissenanstalt Neuendettelsau, die derzeit unter der Leitung von Wilhelm Eichhorn stand. Danach ließ sie sich im Henriettenstift in Hannover von Diakonissen in Krankenpflege ausbilden. 1913 wurde sie Diakonisse.

### Kriegsbeginn und deutsche Besatzung
1914 wurde Marie Schlieps im Zusammenhang mit dem Ersten Weltkrieg Leiterin des Lazaretts für Verwundete, das von der Kurländischen Ritterschaft im Mitauer Diakonissenhaus eingerichtet worden war. Im Frühling 1915 übernahm sie schließlich als Oberin die Leitung des Diakonissenhauses in Mitau. Während der deutschen Besetzung war sie in dieser Funktion mehrmals in Deutschland.

### Verhaftung durch Bolschewiki
Im weiteren Verlauf des Krieges kam es zur sowjetrussischen Besetzung Mitaus im Dezember 1918, nachdem sich die deutschen Truppen zurückgezogen hatten. In dieser Zeit erkrankte ein bolschewistischer Kommissar an einer Grippe, musste aber weiter arbeiten. So wurde er drei Tage später mit einer schweren Lungenentzündung in das Krankenhaus eingeliefert, in dem Schlieps arbeitete. Die Nachtwache beobachtete diesen Patienten die Nacht über mit stündlichen Besuchen. Bei der Übergabe an die Tageswache war sein Zustand unverändert. Aber wenige Minuten später sprang er aus dem Bett, kollabierte und starb, wie seine beiden Zimmergenossen berichteten. Eine lettische Pflegerin, die dem Roten Kreuz angehörte, und aus karitativen Gründen in das Diakonissenhaus aufgenommen worden war, meldete der politischen Abteilung, dass die Schuld für den Todesfall bei den Diakonissen zu suchen sei, und dass es sich möglicherweise sogar um einen Giftmord handeln könne. Die Oberin Marie Schlieps und der Pastor Paul Wachtsmuth wurden umgehend am 18. Februar 1919 verhaftet; die Beerdigung des Kommissars erfolgte unmittelbar danach, ohne dass eine forensische Untersuchung hinsichtlich der Frage eines Giftmordes oder eine Befragung des behandelnden Arztes stattgefunden hätte.

### Hausdurchsuchung im Diakonissenhaus
Eine Woche nach Schlieps’ Verhaftung fand eine Hausdurchsuchung im Diakonissenhaus statt. Die Pflegerin, die Schlieps denunziert hatte, und eine weitere Frau lettischer Ethnie, die von Marie Schlieps als untauglich für das Diakonissenamt befunden worden war, aber bis zu einer Einstellung durch die Bolschewiki im Diakonissenhaus bleiben durfte, führten den Trupp dabei. Die beiden Frauen lachten und tänzelten, und die an der Durchsuchung Beteiligten freuten sich über die angeblichen Beweismittel. Diese bestanden in einem alten, zurückgelassenen Helm eines Stabsarztes der Armee des Deutschen Reiches, einem Koffer mit fremder Wäsche, die dem Haus überlassen worden war, und einem Kasten mit Silbergegenständen, die nicht abgeliefert worden waren.

### Haft
Die Haftbedingungen waren sehr hart. Die Zelle war meist ungeheizt, stark überbelegt und unbeleuchtet. Ferner wurden die Gefangenen ungenügend ernährt, auch die Möglichkeiten für die Körperpflege waren völlig unzureichend. In den ersten Wochen erhielten die Gefangenen die Suppe, die ihnen von Verwandten gebracht wurde; später kamen die Nahrungsmittel, die beim Gefängnis abgegeben wurden, nicht mehr bei den Inhaftierten an. Nach zwei Wochen Haft brach Fleckfieber bei den Gefangenen aus. In dieser Situation ließ Schlieps ihren Mitgefangenen Pflege und Trost angedeihen. Die Überfüllung des Gefängnisses durch die tägliche Zuführung neuer Gefangener führte dazu, dass die weiblichen Inhaftierten in das Frauengefängnis überführt wurden. Die Arbeit Marie Schlieps’ wurde dadurch etwas erleichtert. Es wurde sogar möglich, ihr Brot zuzustecken.

### Verhör
Schlieps’ erstes Verhör fand drei Wochen nach ihrer Verhaftung statt, als angeblich genug Beweise gegen sie vorlagen. Schlieps und Wachtsmuth wurden sorgfältig über den Helm und die Wäsche befragt, die bei der Hausdurchsuchung gefunden worden waren, während die Silbergegenstände nicht erwähnt wurden. Möglicherweise hatten die Beteiligten der Durchsuchung sich diese angeeignet. Das Verhör betraf auch die politische Einstellung gegenüber den Bolschewiki, nicht aber den Todesfall, der zu den Verhaftungen geführt hatte. Obwohl keine ausreichenden Beweise vorlagen, blieben Oberin und Pastor in Haft.

### Erschießungen
Noch einige Wochen vor der Rückeroberung Mitaus durch die Baltische Landeswehr im Zuge des Lettischen Unabhängigkeitskrieges wurden Hinrichtungen durch die Bolschewiki erst nach entsprechenden Todesurteilen durch ein Tribunal vollstreckt. Die Situation für die Gefangenen verschlechterte sich aber täglich mit dem Herannahen der feindlichen Truppen. So wurden in einer Nacht 40 bis 50 Gefangene beiderlei Geschlechts ohne vorherige Verhandlung erschossen. Sie kamen in ein Massengrab und wurden dort vergraben, ohne dass vorher ihr Tod festgestellt worden wäre.

### Via dolorosa
Die etwa 240 Gefangenen der Bolschewiki, darunter Marie Schlieps, sollten am 18. März, nur eine Stunde vor der Rückeroberung Mitaus, bei Temperaturen von −14 °C im Schneesturm über etwa 42 km in größter Eile in 13 Stunden nach Riga geführt werden, ohne dass sie Pausen einlegen durften. Nur die Hälfte der Geiseln überlebte den Marsch. Die Strecke wurde später in Anlehnung an den Leidensweg Jesu als via dolorosa bezeichnet.

### Tod
Die weiteren Ereignisse konnten aus der Untersuchung der Leichen von Gefangenen geschlossen werden, die später auf dieser via dolorosa gefunden wurden. So berichtete die Libausche Zeitung am 7. April, dass auf den ersten 15 km des Weges zahlreiche dieser Toten gefunden worden seien. Sie wiesen Schuss- und Säbel-Wunden sowie Spuren von Nagaikahieben auf. Marie Schlieps habe auf dem Weg offenbar eine alte Frau gestützt, bis sie 9 km von Mitau entfernt vor Entkräftung selbst nicht mehr weiterlaufen konnte. Den Spuren nach zu urteilen, habe sie einen Nagaikahieb erhalten. Sechs Schüsse trafen sie, zwei davon tödlich: Einer am Kopf, der zweite sei mitten durch ihr goldenes Diakonissenkreuz in ihre Brust gedrungen. Auch die alte Frau sei erschossen worden. Soweit der Zeitungsbericht.

## Beerdigung
Marie Schlieps’ Beerdigung erfolgte erst am 6. April, Wachtsmuths Tod am 20. März wurde erst nach dem 7. April bekannt.

## Motto
Ein biblisches Motto, dem Marie Schlieps laut Arno Pagel folgte, ist 1 Joh 3,16 : »Daran haben wir die Liebe erkannt, dass er sein Leben für uns gelassen hat; und wir sollen auch das Leben für die Brüder lassen.«

## Bedeutung
Oberin Marie Schlieps und Pastor Paul Wachtsmuth, der Rektor und Hausprediger der Mitauer Diakonissenanstalt, waren die ersten Märtyrer der Diakonissen-Mutterhäuser des Kaiserswerther Verbands.

## Gedenktag
- 18. März im Evangelischen Namenkalender.[13]

Der Gedenktag wurde vor der Einführung des offiziellen Namenkalenders bereits geführt in:
- Albrecht Saathoff: Das Buch der Glaubenszeugen, Göttingen 1951
- Jörg Erb: Die Wolke der Zeugen, Kassel 1951/1963, Bd. 4, S. 508–520
- A. Ringwald: Menschen vor Gott, Stuttgart 1957/1968[14]